# Aram (región)

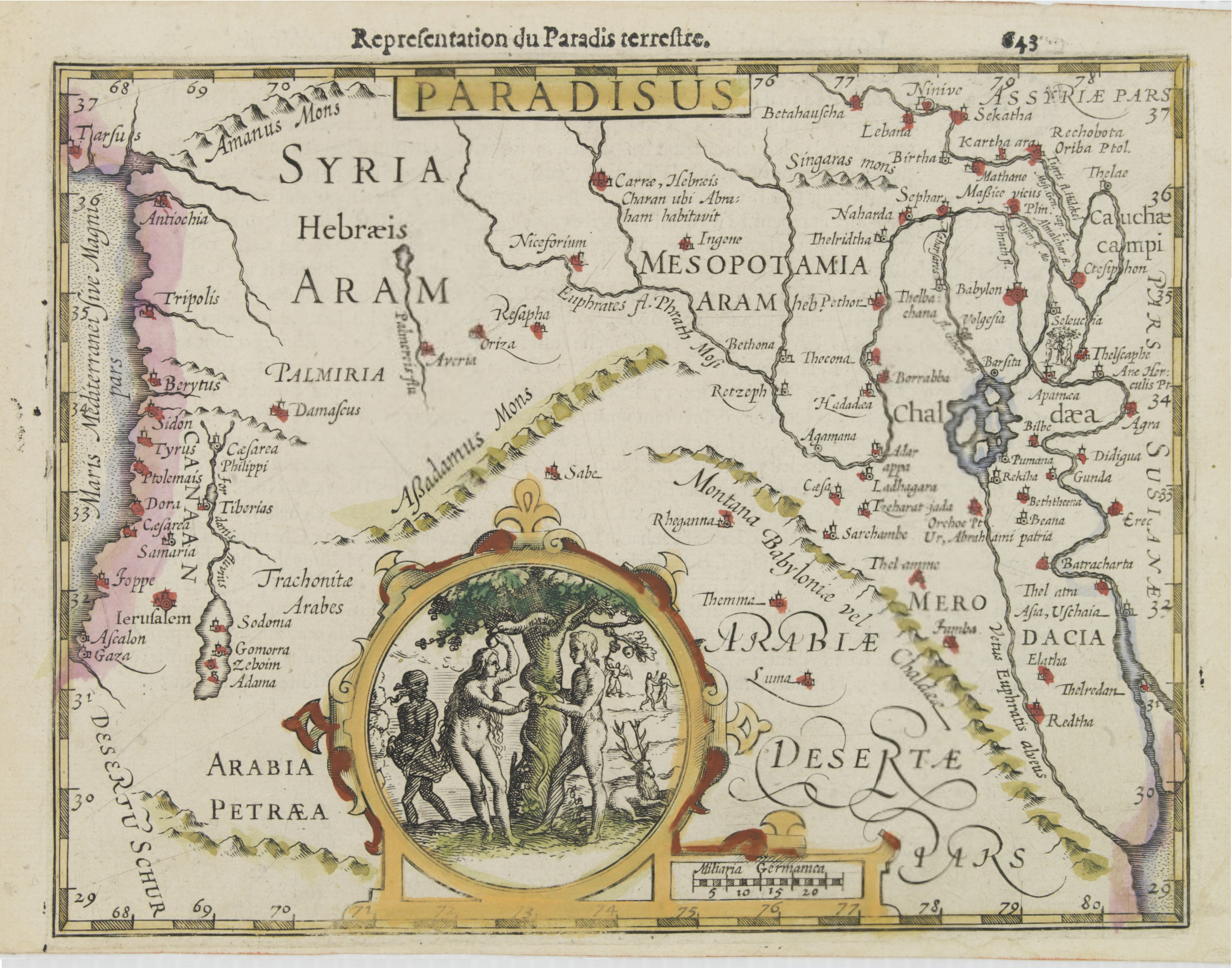
Región Siria/Aram por Gerardus Mercator.

Aram también conocida como Aramea  (arameo: ܐܪܡ, Orom) es una región histórica que incluía varios estados llamados en conjunto "Reinos arameos" que cubrían gran parte de la actual Siria, el sureste de Turquía y partes del Líbano e Irak. El surgimiento de los reinos arameos en todo el Medio Oriente provocó incluso un cambio cultural en el idioma "lengua vehicular". El idioma arameo eventualmente reemplazó al acadio como la lengua franca de toda la región y se convirtió en el idioma administrativo y comercial de varios imperios como el Imperio Aqueménida y el Imperio Neobabilónico.
Después de la conquista final por parte del Imperio Neoasirio en la segunda mitad del siglo VIII a. C. y durante el Imperio Neobabilónico (612-539 aC) y el Imperio Aqueménida (539-332 aC), La región de Aram perdió la mayor parte de su soberanía. Durante el período seléucida (312-64 aC), el término griego "Siria" se introdujo para esta región, pero el nombre nativo (Aram) persistió en uso entre los arameos, hasta la conquista árabe del siglo VII. A principios del siglo V, esa práctica también comenzó a afectar la terminología de las élites eclesiásticas y literarias arameas, y las etiquetas sirias comenzaron a ganar frecuencia y aceptación no solo en las traducciones arameas de obras griegas, sino también en las obras originales de escritores arameos. Siguiendo el ejemplo de sus élites, se hizo común entre los arameos usar no solo designaciones endonímicas (nativas), sino también exonímicas (extranjeras), creando así una dualidad específica que persistió a lo largo de la Edad Media.
Después de la caída de los últimos reinos arameos a finales del siglo VII a. C., los arameos todavía habitaban Mesopotamia en grandes cantidades y, por lo tanto, fundaron reinos e imperios geopolíticos que fueron dominados por arameos y también gobernados por la realeza aramea, como el reino de Osroene ( 132 a. C. – 214 d. C.), el Imperio Palmireno (270-273) y las ciudades-estado de Amid (las modernas Sanliurfa y Diyarbakir) y Hatra. Entre los siglos I y III, los arameos paganos adoptaron el cristianismo, reemplazando así la antigua religión mesopotámica. De la misma manera, la Biblia se tradujo al arameo y, en el siglo IV, el dialecto arameo local de Edessa (Urhay) se convirtió en una lengua literaria, conocida como Edessan Aramaic (Urhaya).
Partes de la patria aramea fueron conquistadas por el Imperio Romano (del 116 al 118 dC) y el Imperio Sasánida (del 224 al 651 dC). Las primeras conquistas árabes musulmanas dieron como resultado el fin del dominio arameo en Mesopotamia y el idioma arameo fue desplazado gradualmente por el árabe, sin embargo, el idioma permaneció intacto en las regiones donde los arameos se aislaron.

## Toponimia
Se piensa que su significado original podría ser "tierras altas", en contraste con Canaan "tierras bajas".
El topónimo A-ra-mu aparece en una inscripción en Ebla donde se enumeran los nombres geográficos, y el término Armi, que es el término eblaíta para la zona de Alepo, y otras citas en las tablillas de Ebla (c. 2300 a. C.). Uno de los canales de Naram-Sin de Acad (c. 2250 a. C.) menciona que capturó a "Dubul, el ensi de A-ra-me" (Arame es aparentemente una forma de genitivo), en el curso de una campaña contra Simurrum en las montañas del norte. Otras referencias tempranas al lugar o la gente de "Aram" han aparecido en los archivos de Mari (c. 1900 a. C.) y en Ugarit (c. 1300 a. C.). Hay poco acuerdo sobre la relación que había entre estos lugares, o si los Aramu eran en realidad los arameos. La primera mención indiscutible de los arameos como pueblo está en las inscripciones del rey asirio, Tiglatpileser I (1114-1076 a. C.).
Existen registros de varios pueblos semitas al oeste de Mesopotamia como Ahlamu y Amurru.
En el Tanaj
El origen que presenta la tradición judeocristiana afirma que Aram era hijo de Sem, nieto de Noé. El Tanaj también hace referencia a varios de los territorios arameos ubicados dentro de Aram, como Aram-Naharaim, Padan-Aram, Aram-Damasco, Aram-Rehob y Aram-Soba, con el  significado "alto/ tierras altas".

## Idiomas
Con la expansión de los arameos en grandes cantidades por Mesopotamia y el Levante, el idioma arameo se convirtió en la lengua franca de todo Medio Oriente. Ha servido como lenguaje de vida pública y administración de reinos e imperios antiguos, y también como lenguaje de culto y estudio religioso. Posteriormente se ramificó en varios idiomas neo-arameos que todavía se hablan en tiempos modernos.